# 刘家镇 (榆树市)
刘家镇，是中华人民共和国吉林省长春市榆树市下辖的一个乡镇级行政单位。

## 行政区划
刘家镇下辖以下地区：
刘家村、光辉村、合心村、福利村、沿江村、东新村、施家村、腰岭村、马方村、黄家村、永生村、中华村和吉顺村。